# Amish Grace
Amish Grace – amerykański telewizyjny film z 2010 roku. Film bazuje na autentycznym wydarzeniu jakim była masakra w Nickel Mines w jednej ze szkół w USA prowadzonej przez amiszów. Wtedy to napastnik wdarł się do szkoły, zabił sześcioro uczących się tam dziewczynek i poważnie ranił jeszcze kilka z nich, a następnie popełnił samobójstwo. Głęboko religijna wspólnota amiszów decyduje się na przebaczenie sprawcy mordu. 

## Obsada
- Kimberly Williams-Paisley - Ida Graber
- Tammy Blanchard - Amy Roberts
- Matt Letscher - Gideon Graber
- Fay Masterson - Jill Green
- Karley Scott Collins - Katie Graber
- John Churchill - Charlie Roberts
- Gary Graham - Henry Taskey.
- Darcy Rose Byrnes - Rebecca Knepp
- Eugene Byrd - Danny
- Amy Sloan - Rachel Knepp
- Madison Davenport - Mary Beth Graber
- Willow Geer - Judith
- Jim Metzler - szeryf powiatowy
- David Mazouz - Andy Roberts
- Eric Nenninger - State Trooper